# Симонян, Метаксия Миграновна
Метаксия́ Мигра́новна Симоня́н (арм. Սիմոնյան Մետաքսյա Միհրանի, 21 февраля 1926 — 11 августа 1987) — советская, армянская актриса театра и кино, педагог. Народная артистка СССР (1981). Лауреат Сталинской премии второй степени (1950).

## Биография
Родилась 21 февраля 1926 года в Ашхабаде (ныне Туркмения).
В 1933 году вместе с семьёй переехала в Ереван.
В 1948 году окончила актёрский факультет Ереванского художественно-театрального института (курс В. М. Аджемяна).
С этого же года — актриса Армянского театра имени Г. М. Сундукяна (Ереван). Её первой ролью была Анани в комедии «Ещё одна жертва» Г. М. Сундукяна, а партнерами по сцене были А. М. Аветисян и О. Н. Гулазян.
Год спустя сыграла Нину в драме «Маскарад» М. Лермонтова. Эта роль, созданная в партнерстве с Ваграмом Папазяном, Вагаршем Вагаршяном, Рачия Нерсесяном принесла актрисе большую славу и известность. Тема защиты достоинства женщины являлась центральной в творчестве актрисы.
Репертуар актрисы отличался широтой и разнообразием, при этом она одинаково удачно выступала в пьесах отечественных, русских, западно-европейских авторов. Её лучшими ролями были: Дездемона в пьесе «Отелло» У. Шекспира, Настасия Филипповна в спектакле по роману «Идиот» Ф. М. Достоевского, Марта в пьесе «Кто боится Вирджинии Вулф?» Э. Олби.
Долгие годы являлась ведущей актрисой Армянского театра имени Сундукяна.
Гастролировала в Москве, Баку, Тбилиси, Бейруте, Дамаске и др.
В кино с 1947 года.
С 1968 года преподавала в Ереванском художественно-театральном институте (ныне — Ереванский государственный институт театра и кино) (с 1983 — профессор).
Скончалась 11 августа 1987 года в Ереване. Похоронена на Тохмахском кладбище.

## Награды и звания
- Народная артистка Армянской ССР (1965)
- Народная артистка СССР (1981)
- Сталинская премия второй степени (1950) — за исполнение роли Армануш в спектакле «Эти звёзды наши» Г. А. Тер-Григоряна и Л. А. Карагезяна на сцене АрмАДТ имени Г. М. Сундукяна
- Орден Трудового Красного Знамени (1956)
- Орден Дружбы народов (1986)

## Творчество

### Роли в спектаклях
- 1948 — «Ещё одна жертва» Г. Сундукяна — Анани
- 1949 — «Маскарад» М. Лермонтова — Нина
- 1949 — «Эти звёзды наши» Г. Тер-Григоряна и Л. Карагезяна — Армануш
- 1952 — «Егор Булычов и другие» М. Горького — Шура
- 1953 — «Король Лир» У. Шекспира — Корделия
- 1955 — «Намус» А. Ширванзаде — Сусан
- 1959 — «Хаос» А. Ширванзаде — Шушаник
- 1966 — «Идиот» по Ф. Достоевскому — Настасия Филипповна
- «Замок Броуди» А. Кронина — Ненси
- «Мадам Сан-Жен» В. Сарду и Э. Моро — Катрин
- «В 1905 году» Дж. Джаббарлы — Сона
- «Отелло» У. Шекспира — Дездемона
- «Ромео и Джульетта» У. Шекспира — Джульетта
- «Ара Прекрасный» Н. Зарьяна — Нвард
- «Артавазд и Клеопатра» Н. Зарьяна — Клеопатра
- «Кто боится Вирджинии Вулф?» Э. Олби — Марта
- «Беда от нежного сердца» В. Соллогуба — Катерина
- «Уриэль Акоста» К. Гуцкова — Джудит
- «Мадам Сен-Жан» В. Сарду и Э. Моро — Катрин Лефевр
- «Негаснущая звезда» — Лусик Лисинян.

### Фильмография
- 1947 — «Анаит» — Анаит
- 1949 — «Девушка Араратской долины» — Ануш
- 1954 — «Мелочь» (короткометражный) — Вардуи
- 1955 — «В поисках адресата» — Мануш
- 1957 — «Кому улыбается жизнь?» — Заруи
- 1959 — «Её фантазия» — медсестра
- 1959 — «Прыжок через пропасть» — Гаяне
- 1960 — «Саят—Нова» — Анна
- 1962 — «Воды поднимаются» — Арев
- 1971 — «Хатабала» — эпизод
- 1973 — «Последний подвиг Камо» — Арша
- 1978 — «Звезда надежды» — эпизод
- 1979 — «Мир в зеркальце» в киноальманахе «Самый лучший человек» — жена Вазгена
- 1983 — «Хозяин» — эпизод.

## Память

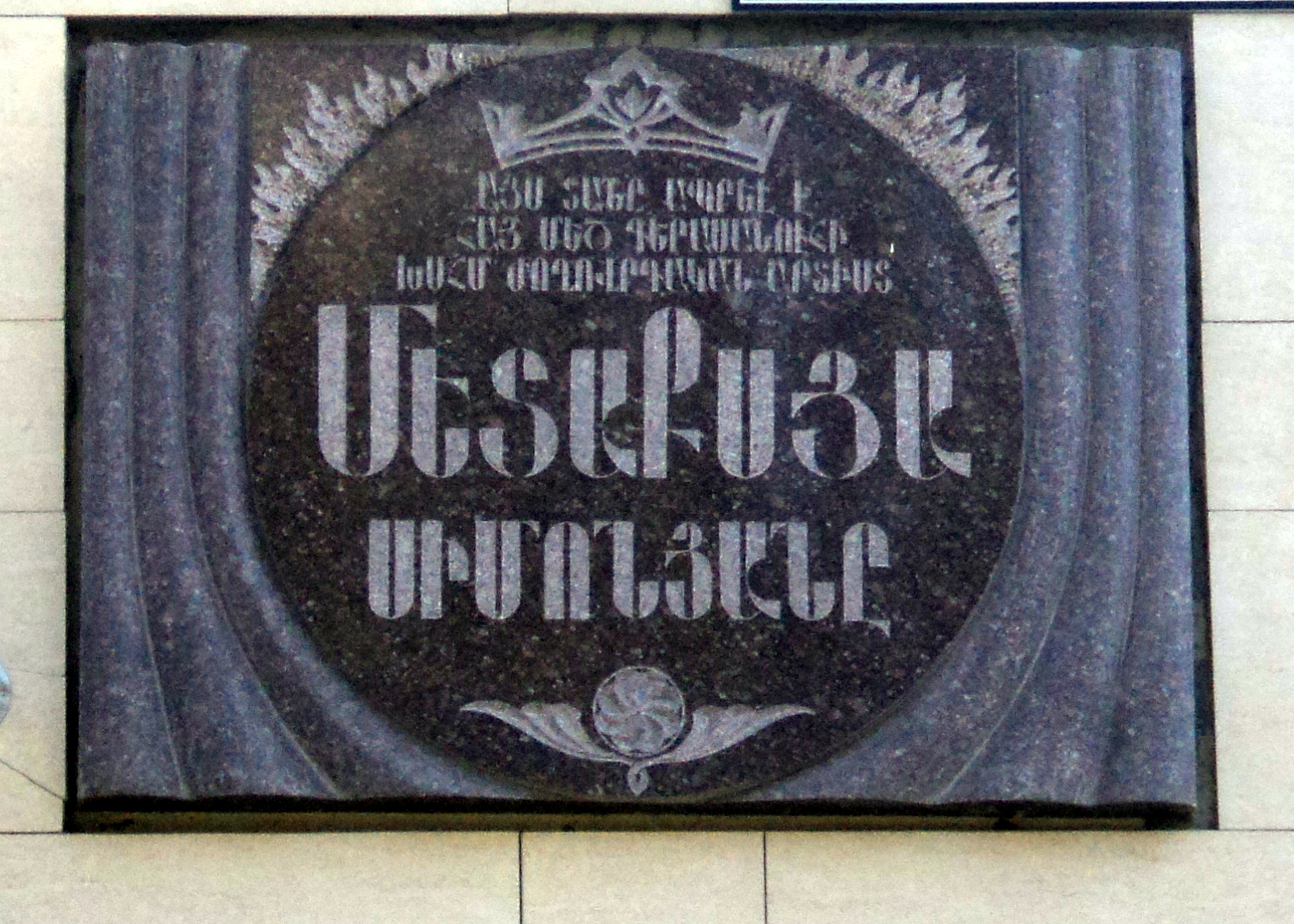
Мемориальная доска (ул. Абовяна, дом 20)

- В память о М. М. Симонян в Ереване установлена мемориальная доска на доме, где она жила (ул. Абовяна, дом 20).
- Одна из улиц в районе Еревана Ачапняк названа именем Метаксии Симонян[1].
- В Армении ежегодно вручается театральная премия имени Метаксии Симонян «Артист».